# Elsbeth Zimmermann
Elsbeth Zimmermann-Vogt ist eine ehemalige Schweizer Politikerin (EVP) und war von 2000 bis 2002 Mitglied des Grossen Rates des Kantons Aargau.

## Politische Karriere
Bei den Grossratswahlen im Jahr 1997 holte Zimmermann das fünftbeste Ergebnis für die EVP im Bezirk Baden und wurde im Jahr 2000 als Nachrückerin Grossrätin. Bei den Grossratswahlen 2001 war sie hinter Margrit Wahrstätter die Zweitplatzierte auf der Liste der EVP im Bezirk Baden und zog somit wiederum in den Grossen Rat ein. In ihrer Funktion als Grossrätin war sie Mitglied der Geschäftsprüfungskommission und der Spezialkommission «Umbau und Renovation Amtshaus Muri». Ihre Nachfolgerin im Grossen Rat wurde Lilian Studer. 

## Familie
Zimmermann ist mit Urs Zimmermann verheiratet und hat vier erwachsene Kinder. In ihrer Zeit als Grossrätin lebte sie mit ihrer Familie in Wettingen.